# Луиджи Дзампа
Луиджи Дзампа (на италиански: Luigi Zampa) е италиански филмов режисьор. 

## Биография
Дзампа първо избира инженерната работа. След това се интересува от театъра, но в крайна сметка предпочита киното. Учи в Експерименталния филмов център в Рим. Започва като асистент режисьор (1938 г.). Режисьорският си дебют прави с „Fra Diavo“ (1942). Той пише сценария за по-голямата част от филмите си самостоятелно или в съавторство. Заснел е комедии, чийто обхват е острата социална сатира (Неореализъм), така и непретенциозни ленти. Смята се за признат комик на Италия, обичан е и извън границите на Италия.

## Избрана филмография

### Режисьор
| година | филм                  | оригинално заглавие       | бележки                |
| ------ | --------------------- | ------------------------- | ---------------------- |
| 1947   | Депутатката Анджелина | L’onorevole Angelina      |                        |
| 1953   | Ние жените            | Siamo donne (Isa Miranda) | сегмент: (Иза Миранда) |